# Miconia rubricans
Miconia rubricans är en tvåhjärtbladig växtart som beskrevs av José Jéronimo Triana. Miconia rubricans ingår i släktet Miconia och familjen Melastomataceae.
Artens utbredningsområde är Colombia. Inga underarter finns listade i Catalogue of Life.